# Anglo Belgian Corporation
ABC of Anglo Belgian Corporation is een Belgische fabrikant van dieselmotoren (met diverse brandstoffen) opgericht in Gent op 26 oktober 1912. De belangrijkste afzetmarkten zijn de scheepvaart, spoorwegen, stroomgeneratoren, elektrische centrales en warmte-krachtkoppelingen.
De Anglo Belgian Company (met het oorspronkelijk logo ABC) werd opgericht door Georges Carels (voorzitter), de broers Marcel (secretaris en commercieel directeur) en Richard Drory met bemiddeling van notaris Fobe te Gent. Gaston Capanne, hulpboekhouden bij Onghena, werd de hoofdboekhouder van ABC tot 20 april 1956. Demittre was ingenieur bij Werkhuizen Carels tot hij werd aangeworven door ABC, na het overlijden van de Duitse ingenieur R. Rudlof in 1913.

## Eerste Wereldoorlog
De eerste werkplaats waren de ateliers (van het failliete) Onghena aan de toenmalige Nijverheidskaai, waarbij ABC de machines en de technische kennis van het personeel kon overnemen. De eerste jaren heeft ABC de lopende bestellingen van Onghena afgewerkt en compressoren en motoren gebouwd voor de Werkhuizen Carels, die tevens zorgde voor de verkoop. De Wereldtentoonstelling in Gent vormde alvast een goede start.
Het kon gebruik maken van de diesel-licentie die door Carels werd bekomen van Rudolf Diesel, die op 28 september 1913 de Wereldtentoonstelling in Gent kwam bezoeken. Met het schip SS Dresden had hij 's anderendaags samen met George Carels en Alfred Luckmann vanuit Antwerpen in Harwich moeten aankomen, maar hij werd op 10 oktober door een Nederlandse loodsboot als drenkeling teruggevonden, vermoedelijk na een liquidatie door (de Duitse) geheime diensten die op die manier wilden vermijden dat het diesel-patent zou kunnen worden gebruikt door de Engelse Navy.
De nieuwe firma had als taak de logge stoommachines die de eerste algehele industrialisatie hadden mogelijk gemaakt te vervangen door kleinere en flexibele dieselmotoren, zowel in fabrieken, treinen als in schepen. Hierbij werden er gasmotoren tot 113 pk en semidieselmotoren (tweetakt gloeikoppen) met één of twee cilinders tot 45 pk gebouwd.
Het had van bij de start moeite om te overleven vanwege de Eerste Wereldoorlog. Marcel Drory en andere personeelsleden moesten naar het front vertrekken. In 1917 konden zes personeelsleden de laatste Onghena-motoren afwerken. Het machinepark werd in februari 1918 verbeurd verklaard en naar Duitsland verhuisd, waardoor de productie helemaal stopte.
Na de oorlog brak er een relatief voorspoedige periode aan, dankzij de recuperatie van de machines uit Duitsland, de herstelbetalingen wegens oorlogsschade en nieuwe werktuigen uit Amerika. Toch waren de economische crisis van 1921, de devaluatie van de frank in 1927 en de wereldwijde beurscrash van 1929, met een economische depressie als gevolg, hard. ABC kon zich staande houden door het verder ontwikkelen van de tweetakt en de dieselmotor, door besparingen op de lonen en het verminderen van het aantal personeelsleden. De Werkhuizen Carels hadden meer problemen, ook omdat de tijd van de stoommachines gepasseerd was.

## Tweede Wereldoorlog
Bij het uitbreken van de Tweede Wereldoorlog werden machines en afgewerkte motoren proactief per trein naar Frankrijk in veiligheid gebracht. Maar zij werden door Rommel al in Moeskroen onderschept en naar Hamburg  gestuurd. Door toedoen van Georges Funck werden de machines teruggekocht waardoor in oorlogstijd ABC tractoren voor landbouw en transport kon produceren. Gedurende al die tijd zorgde de fabriek voor zijn arbeiders, zelfs door het voorzien van voeding en steenkool. Voor en na de oorlog werd de viertaktmotor verder ontwikkeld.

## De olie- en energiecrisissen
Doorheen de jaren 1960 ontwikkelde ABC steeds krachtiger motoren voor steeds meer diverse toepassingen. Door de concurrentie met het buitenland, de opeenvolgende oliecrisissen van de jaren 1970, de terugval van de Belgische scheepswerven (Boel), het wegvallen van geplande buitenlandse bestellingen in Zaïre en voortdurende wisselingen in het bestuur van het bedrijf volgde een doorstart op 27 maart 1980 met Anglo Belgian Corporation.

## Diverse overnames

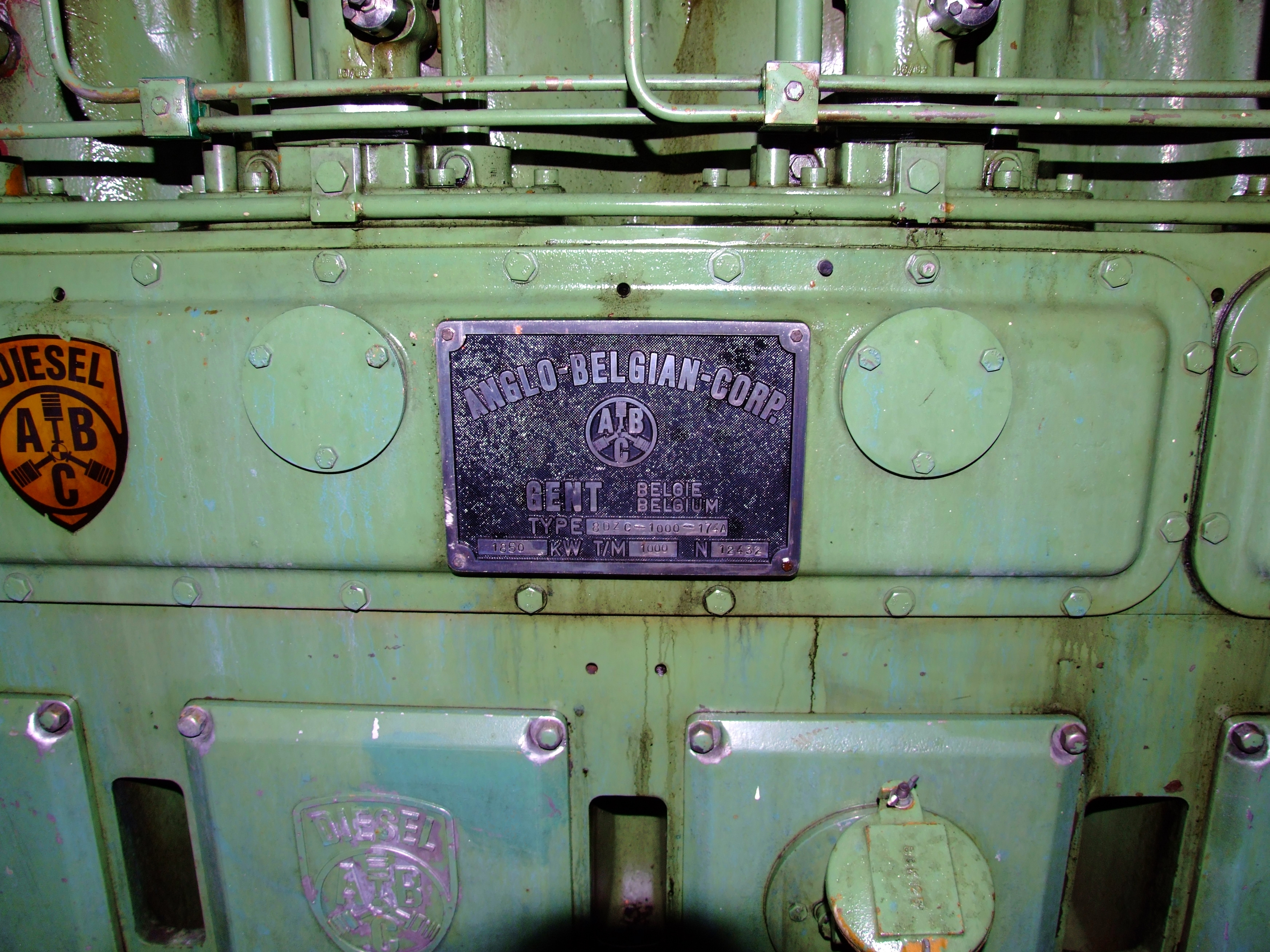
De motor van de DIAMOND, IMO 9220548

Diverse nieuwe aandeelhouders (belangrijke industriële schuldeisers uit de scheepsconstructie en de bouwnijverheid) en een nieuw management zorgden ervoor dat het personeel, de kennis, de productie, de verkoop en de technische ondersteuning kon behouden blijven. Na een nieuwe crisis in 1984 waar transformatorproducent Pauwels en de GIMV als aandeelhouders afhaakten, bleven de verliezen zich opstapelen. Op 7 december 1985 nam de Luxemburgse holding OGEPAR SA het bedrijf over.
Vanaf eind de jaren 1990 tot in 2010 deed ABC tientallen overnames van bedrijven die ondersteuning konden bieden bij de productie. Het bouwde ook elektrische noodcentrales en waterkrachtcentrales in Afrika en Azië.

## Nieuwe technologieën
De tweede energiecrisis vereiste begin de jaren 1980 het ontwerpen van nieuwe types van motoren met een lager verbruik. ABC bleef motoren ontwerpen en produceren voor de wereldwijde scheepvaart.
Het is gespecialiseerd in grote scheepsmotoren en het aandrijven van generatoren (b.v. als stroombackup voor kerncentrales) en bouwt de zwaarste diesel-elektrische Voith-treinlocomotieven tot 5000 pk die doorheen Europa kunnen rijden zonder afhankelijk te zijn van nationale hoogspanningstandaarden. Het spitst zich ook toe op groene energie (waterstof) en het gebruik van biobrandstoffen en warmte-krachtkoppelingen.

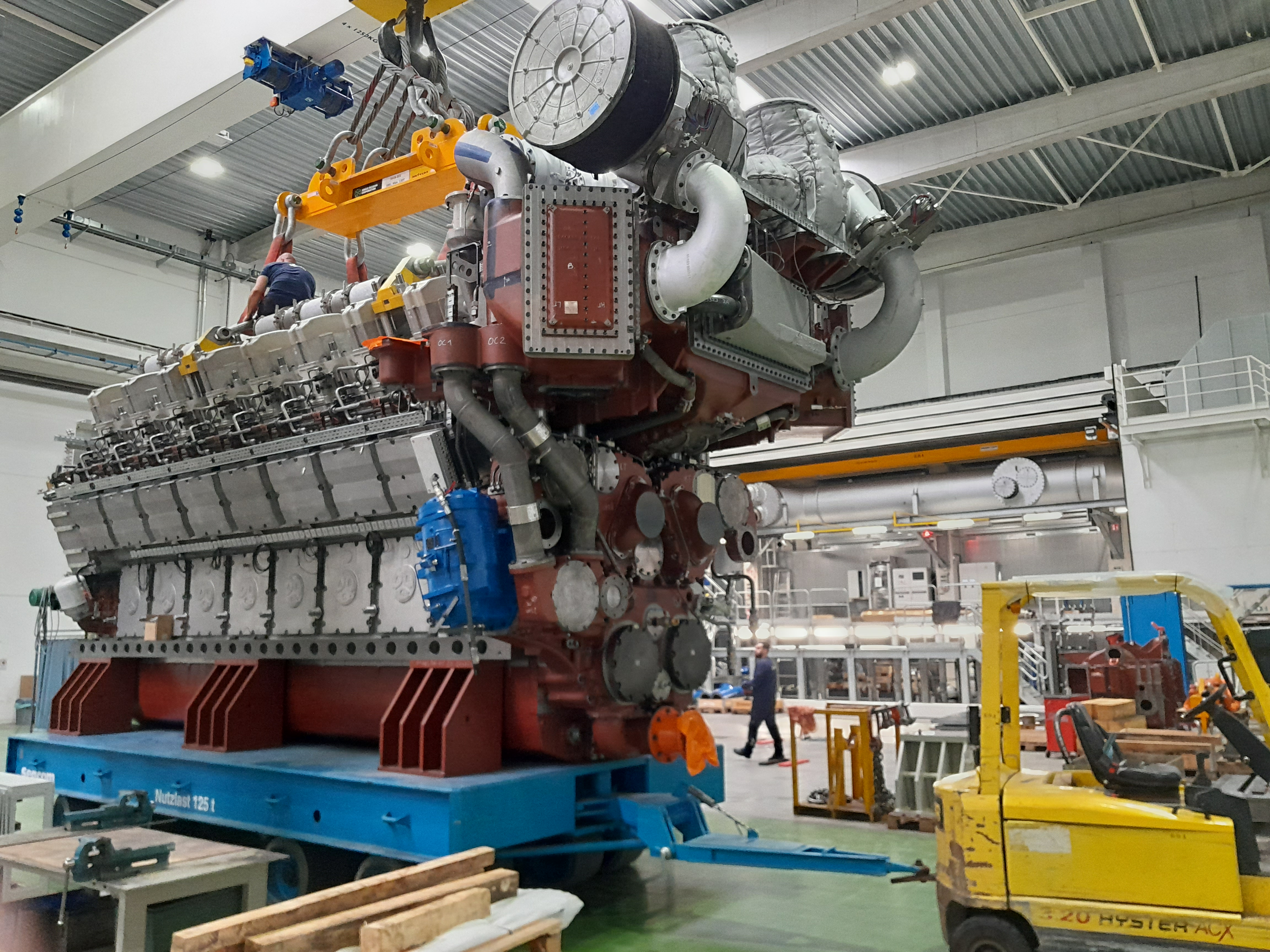
16DV36 motor uit het ABC gamma

Anglo Belgian Corporation is gevestigd aan de Wiedauwkaai. Het is de enige middensnelopende motorenbouwer in West-Europa. Het heeft via de Ogepar Group tevens fabrieken in Frankrijk en Duitsland.
In 2012 vierde ABC zijn 100e verjaardag.

## Toepassingen
De motoren werden onder meer toegepast in: 
- locomotieven reeks 77 van de NMBS.
- restaurantschip La Pérouse
- Binnenvaart, visserij, bagger, coasters, Navy, sleepboten, ferryboten
- Noodgroepen voor EDF
- Generatoren voor steden en industrieën die niet aan een betrouwbaar netwerk zijn verbonden